# Segestria davidi
Segestria davidi là một loài nhện trong họ Segestriidae.
Loài này thuộc chi Segestria. Segestria davidi được Eugène Simon miêu tả năm 1884.